# Stomatanthes
Stomatanthes es un género de plantas perteneciente a la familia Asteraceae. Comprende 17 especies descritas y de estas, solo 13 aceptadas.  Es originario de Sudamérica y África.

## Descripción
Las plantas de este género sólo tienen disco (sin rayos florales) y los pétalos son de color blanco, ligeramente amarillento blanco, rosa o morado (nunca de un completo color amarillo).

## Taxonomía
El género fue descrito por R.M.King & H.Rob. y publicado en Phytologia 19: 430. 1970.

## Especies aceptadas
A continuación se brinda un listado de las especies del género Stomatanthes aceptadas hasta junio de 2012, ordenadas alfabéticamente. Para cada una se indica el nombre binomial seguido del autor, abreviado según las convenciones y usos.
- Stomatanthes africanus (Oliv. & Hiern) R.M.King & H.Rob.
- Stomatanthes corumbensis (B.L.Rob.) H.Rob.
- Stomatanthes dentatus (Gardner) H.Rob.
- Stomatanthes dyctiophyllus (DC.) H.Rob.
- Stomatanthes loefgrenii (B.L.Rob.) H.Rob.
- Stomatanthes meyeri R.M.King & H.Rob.
- Stomatanthes oblongifolius (Sch.Bip. ex Baker) H.Rob.
- Stomatanthes pernambucensis (B.L.Rob.) H.Rob.
- Stomatanthes pinnatipartitus (Sch.Bip. ex Baker) H.Rob.
- Stomatanthes polycephalus (Sch.Bip. ex B.L.Rob.) H.Rob.
- Stomatanthes trigonus (Gardner) H.Rob.
- Stomatanthes warmingii (Baker) H.Rob.
- Stomatanthes zambiensis R.M.King & H.Rob.